# Brandon Victor Dixon
Brandon Victor Dixon, né le 23 septembre 1981 à Gaithersburg (Maryland),  acteur, chanteur  et producteur de théâtre américain.

## Biographie
En tant qu'acteur, il est connu pour ses performances à Broadway de Harpo dans la comédie musicale The Color Purple et d'Eubie Blake dans Shuffle Along, or, the Making of the Musical Sensation of 1921 and All That Followed (2016). Il a créé les deux rôles pour lesquels il a été nommé aux Tony.
Il a tenu le rôle principal de Berry Gordy Jr. dans Motown: The Musical (2013) à Broadway, qui a remporté une nomination aux Grammy pour le du meilleur album de comédie musicale.
En 2016, Dixon a assumé le rôle d'Aaron Burr dans Hamilton.
Off Broadway ainsi que dans le West End de Londres, Dixon a joué le rôle de Hayward Patterson dans The Scottsboro Boys.
En 2018, Dixon a interprété Judas Iscariote dans le concert en direct de NBC Jesus Christ Superstar Live in Concert d'Andrew Lloyd Webber et de Tim Rice, version de l'opéra rock Jesus Christ Superstar de Tim Rice, pour lequel il a reçu une nomination aux Primetime Emmy du meilleur acteur dans un second rôle dans une mini-série ou un téléfilm.

## Jeunesse
Dixon naît à Gaithersburg, dans le Maryland, et fréquente l'école St. Albans et l'Université Columbia, où il obtient son diplôme en 2003,. Il fréquente la British American Drama Academy au Balliol College, Oxford, Angleterre, à la mi-1999.

## Récompenses et nominations
| Année | Prix                 | Catégorie                                                         | Travail                                | Résultat |
| ----- | -------------------- | ----------------------------------------------------------------- | -------------------------------------- | -------- |
| 2006  | Tony Award           | Meilleur acteur dans une comédie musicale                         | The Color Purple                       | Nommé    |
| 2010  | Prix Drama Desk      | Acteur exceptionnel dans une comédie musicale                     | The Scottsboro Boys                    | Nommé    |
| 2014  | Prix Grammy          | Meilleur album de théâtre musical (en tant que soliste principal) | Motown: The Musical                    | Nommé    |
| 2014  | Tony Award           | Meilleur renouveau d'une comédie musicale                         | Hedwig and the Angry Inch †            | Lauréat  |
| 2014  | Prix Drama Desk      | Reprise exceptionnelle d'une comédie musicale                     | Hedwig and the Angry Inch †            | Lauréat  |
| 2014  | Prix Drama Desk      | Reprise exceptionnelle d'une pièce                                | Of Mice and Men †                      | Nommé    |
| 2016  | Tony Award           | Meilleur acteur dans une comédie musicale                         | Shuffle Along                          | Nommé    |
| 2018  | Primetime Emmy Award | Acteur de soutien exceptionnel dans une série ou un film limité   | Jesus Christ Superstar Live in Concert | Nommé    |
| 2019  | Prix Grammy          | Meilleur album de théâtre musical                                 | Jesus Christ Superstar Live in Concert | Nommé    |

†: Dixon a été producteur de ces productions.